# 田中宮
田中宮（たなかのみや）は、7世紀の舒明天皇が営んだ宮。現在の奈良県橿原市田中町にある田中廃寺の一帯にあったとされている。

## 概要
629年1月に舒明天皇は即位し、翌年（630年）10月、飛鳥岡（雷丘）のふもとにある岡本宮に遷宮したが、636年6月、岡本宮は火災で焼失し、舒明天皇は田中宮を仮宮として遷ることとなった。田中宮は、厩坂宮（うまやさかのみや）に遷るまでの間の仮宮である。

## 位置
橿原市田中町の集落周辺が、古くから、舒明朝の田中宮跡あるいは田中廃寺と推定されてきた。　一帯には、弁天の森、法満寺がある。数次にわたる調査により、7世紀代の遺構が発見されている。　

田中廃寺は、蘇我氏系田中氏の氏寺として建立された寺院であるという指摘がある。　発掘調査の結果、田中廃寺は、弁天の森付近に中心部分があったらしいことがわかった。 田中宮跡あるいは田中廃寺の南西には石川廃寺、南には和田廃寺、南東には小墾田宮推定地がある。藤原宮跡は、田中宮跡の北に位置する。なお、奈良市平松五丁目付近の平松廃寺の調査では、橿原市所在の田中廃寺の創建瓦が出土し、平松廃寺が田中廃寺から移建されたと指摘されている。